# Luca de Sarzana
Luca de Sarzana (Agrigento, ... – 1471) è stato un vescovo cattolico italiano, 26º vescovo di Cefalù.

## Biografia
Nacque ad Agrigento, sede dell'allora diocesi omonima. Entrò nell'Ordine dei frati minori osservanti.
Presentato da re Alfonso V, nella sua qualità di re di Sicilia, il 23 luglio 1445 fu nominato vescovo di Cefalù da papa Eugenio IV.
Morì in età avanzata nel 1471.